# Pacific Nations Cup 2022
La Pacific Nations Cup 2022 fue la decimoquinta edición del torneo internacional de selecciones de rugby que organiza la World Rugby.

## Equipos participantes
- Australia A
- Selección de rugby de Fiyi (Flying Fijians)
- Selección de rugby de Samoa (Manu Samoa)
- Selección de rugby de Tonga (ʻIkale Tahi)

## Posiciones
| Pos. | Equipo      | Encuentros | Encuentros | Encuentros | Encuentros | Tantos  | Tantos    | Tantos     | Puntos Bonus | Puntos Totales |
| Pos. | Equipo      | jugados    | ganados    | empatados  | perdidos   | a favor | en contra | diferencia | Puntos Bonus | Puntos Totales |
| ---- | ----------- | ---------- | ---------- | ---------- | ---------- | ------- | --------- | ---------- | ------------ | -------------- |
| 1    | Samoa       | 3          | 3          | 0          | 0          | 88      | 64        | +24        | 2            | 14             |
| 2    | Australia A | 3          | 2          | 0          | 1          | 97      | 71        | +26        | 4            | 12             |
| 3    | Fiyi        | 3          | 1          | 0          | 2          | 74      | 55        | +19        | 2            | 6              |
| 4    | Tonga       | 3          | 0          | 0          | 3          | 40      | 109       | –69        | 0            | 0              |

Nota: Se otorgan 4 puntos al equipo que gane un partido y 2 al que empate
Puntos Bonus: 1 punto por convertir 4 tries o más en un partido y 1 al equipo que pierda por no más de 7 tantos de diferencia

## Resultados

### Primera fecha
| 2 de julio | Australia A | 26 - 31 | Samoa | Estadio Nacional de Fiyi, Suva |  |

| 2 de julio | Fiyi | 36 - 0 | Tonga | Estadio Nacional de Fiyi, Suva |  |

### Segunda fecha
| 9 de julio | Samoa | 34 - 18 | Tonga | Churchill Park, Lautoka |  |

| 9 de julio | Fiyi | 18 - 32 | Australia A | Churchill Park, Lautoka |  |

### Tercera fecha
| 16 de julio | Tonga | 22 - 39 | Australia A | Churchill Park, Lautoka |  |

| 16 de julio | Fiyi | 20 - 23 | Samoa | Churchill Park, Lautoka |  |

| Bandera de Samoa |
| Campeón Samoa    |
| Cuarto título    |